# Logarska Dolina
Logarska Dolina – wieś w Słowenii, w gminie Solčava. W 2018 roku liczyła 106 mieszkańców.